# Thomas Ismay
Thomas Henry Ismay (Maryport, 7 januari 1837 – Dawpool (Thurstaston, Merseyside), 23 november 1899) was de oprichter van de Oceanic Steam Navigation Company, beter bekend als de White Star Line, een bedrijf dat passagiersstoomschepen runde.
Zijn zoon was Joseph Bruce Ismay, de managing director van White Star Line, die meereisde op de eerste reis van hun schip de RMS Titanic in 1912 en de reis overleefde.